# Artikel 96 van de Belgische Grondwet
Artikel 96 van de Belgische grondwet is een grondwetsartikel dat naast de regeringsformatie ook het verplichte ontslag van een regering regelt na een constructieve motie van wantrouwen of een constructieve weigering van vertrouwen.
Het eerste lid kent aan de Belgische koning formeel de bevoegdheid toe om een federale regering te vormen. De koning zal de vorming van een regering startten met raadplegingen van onder meer partijvoorzitters, de ontslagnemende eerste minister, de voorzitters van Kamer en Senaat en andere prominenten. Daarna zal de koning een (in)formateur benoemen die de opdracht zal krijgen om verder te werken aan de regeringsvorming. Ondertussen zal deze (in)formateur verslag uitbrengen aan de koning. Erna zullen de nieuwe leden van de regering de eed afleggen bij de koning.
Het tweede lid van dit artikel stelt dat bij een constructieve motie van wantrouwen of een constructieve weigering van vertrouwen in het parlement de zittende regering ontslag moet nemen. Een motie van wantrouwen is constructief wanneer er meteen een opvolger wordt aangeduid voor de eerste minister. Bij een weigering van vertrouwen dient er binnen de drie dagen een opvolger voor de eerste minister te zijn aangeduid om constructief te zijn.

## Tekst
De Koning benoemt en ontslaat zijn ministers.
De federale Regering biedt haar ontslag aan de Koning aan wanneer de Kamer van volksvertegenwoordigers, bij volstrekte meerderheid van haar leden, een motie van wantrouwen aanneemt die een opvolger voor de Eerste Minister voor benoeming aan de Koning voordraagt, of een opvolger voor de Eerste Minister voor benoeming aan de Koning voordraagt binnen drie dagen na het verwerpen van een motie van vertrouwen. De Koning benoemt de voorgedragen opvolger tot Eerste Minister, die in functie treedt op het ogenblik van de eedaflegging van de nieuwe federale Regering.
— Artikel 96 van de Belgische Grondwet.

## Commentaar
Het eerste lid van het artikel geeft een theoretische macht aan de koning om volledig op zijn eigen houtje een regering te vormen. Echter moet dit beperkend worden gezien omdat de koning volgens artikel 101 van de grondwet politiek onverantwoordelijk is en er steeds een federale minister de Koninklijke Besluiten moet medeondertekenen. Daarnaast heeft een nieuwe regering het vertrouwen nodig van de Kamer van Volksvertegenwoordigers. Hierdoor ligt in praktijk de macht om een regering te vormen bij de politieke partijen die ook hun ministers aanduiden.
Het eerste lid van het artikel gaat terug tot artikel 65 in de grondwet aangenomen op 7 februari 1831. De officiële tekst was: "Le Roi nomme et révoque ses ministres." Op 5 mei 1993 werd het tweede lid van het artikel toegevoegd, waarbij het ontslag van een regering wordt geregeld bij een constructieve motie van wantrouwen of een constructieve weigering van vertrouwen. Dit deel trad invoege na de federale parlementsverkiezingen van 1995.
Bij een constructieve motie van wantrouwen of een constructieve weigering van vertrouwen dient het parlement respectievelijk meteen of binnen de drie dagen een opvolger aan te duiden voor de eerste minister om zo de regering tot ontslag te dwingen. De koning dient dan deze opvolger te benoemen als eerste minister-formateur en deze te belasten met de vorming van een nieuwe regering. De koning zal in die situatie geen initiatieven nemen om een regering te vormen.
Na de coördinatie van de grondwet in 1994 kreeg dit artikel nummer 96 toegewezen.